# Малцов
Малцов (словац. Malcov) — село и одноимённая община в округе Бардеёв Прешовского края Словакии.

## История
Впервые упоминается в 1338 году. Населенное украинцами, но после Второй мировой войны — под угрозой переселения в СССР — абсолютное большинство крестьян переписалась на словаков и русинов.
В середине XVIII века часть русинского населения Мальцова переселилась в Воеводину.

## Население
| Год:                | 1994 | 2004    | 2014    | 2024    |
| ------------------- | ---- | ------- | ------- | ------- |
| Количество человек: | 1385 | 1447    | 1572    | 1608    |
| Разница:            |      | +4,47 % | +8,63 % | +2,29 % |

В селе проживает 1512 человек.
Национальный состав населения (по данным последней переписи населения 2001 года):
- словаки — 98,17 %
- русины — 0,28 %
- украинцы — 0,21 %
- цыгане — 0,14 %
- чехи — 0,07 %
- моравцы — 0,07 %

Состав населения по принадлежности к религии состоянию на 2001 год:
- греко-католики — 69,93 %,
- римо-католики — 26,20 %,
- протестанты — 0,49 %,
- православные — 0,49 %,
- не считают себя верующими или не принадлежат к одной вышеупомянутой церкви — 2,89 %